# Charlie Moore
Charles Edward "Charlie" Moore (Chicago, Illinois; 3 de febrero de 1998) es un baloncestista estadounidense. Con 1,80 metros de estatura, juega en la posición de base.

## Trayectoria deportiva

### Universidad
Jugó su primera temporada como universitario con los Golden Bears de la Universidad de California en Berkeley, en la que promedió 12,2 puntos, 3,5 asistencias y 2,0 rebotes por partido. En su segundo partido con el equipo, con tres titulares marginados debido a lesiones, Moore rompió el récord escolar de 33 puntos de Shareef Abdur-Rahim en un solo partido de 1995 al anotar 38 en una victoria en la prórroga contra UC Irvine. Como estudiante de primer año, Moore fue el único jugador que inició los 34 partidos de California y lideró al equipo en asistencias y robos.
Al término de la temporada fue transferido a los Jayhawks de la Universidad de Kansas, donde tras el año de parón que imponía la NCAA, jugó una temporada en la que promedió 2,9 puntos y 1,3 asistencias por partido. Al verse sin minutos, al término de la temporada anunció que sería transferido a los DePaul de la Universidad DePaul para poder estar más cerca de su familia. Allí jugó dos temporadas, en las que volvió a tener minutos, promediando 15,1 puntos, 5,5 asistencias y 3,1 rebotes por partido.
La NCAA otorgó un año adicional de elegibilidad a todos los jugadores debido a la pandemia de COVID-19, y Moore eligió jugarla en los Hurricanes de la Universidad de Miami. Promedió 12,4 puntos, 4,6 asistencias y 2,6 rebotes por partido, siendo incluido en el mejor quinteto defensivo de la Atlantic Coast Conference.

#### Estadísticas
| Año     | Equipo     | PJ       | PT       | MPP      | %TC      | %3P      | %TL      | RPP      | APP      | ROB      | TPP      | PPP      |
| ------- | ---------- | -------- | -------- | -------- | -------- | -------- | -------- | -------- | -------- | -------- | -------- | -------- |
| 2016–17 | California | 34       | 34       | 28.8     | .388     | .352     | .756     | 2.0      | 3.5      | 1.1      | .0       | 12.2     |
| 2017–18 | Kansas     | Redshirt | Redshirt | Redshirt | Redshirt | Redshirt | Redshirt | Redshirt | Redshirt | Redshirt | Redshirt | Redshirt |
| 2018–19 | Kansas     | 35       | 1        | 13.1     | .286     | .267     | .714     | 1.0      | 1.3      | .6       | .1       | 2.9      |
| 2019–20 | DePaul     | 32       | 32       | 35.6     | .376     | .317     | .811     | 3.3      | 6.1      | 1.5      | .1       | 15.5     |
| 2020–21 | DePaul     | 16       | 15       | 32.3     | .407     | .346     | .762     | 3.6      | 4.2      | 1.1      | .0       | 14.4     |
| 2021–22 | Miami (FL) | 37       | 37       | 32.5     | .447     | .364     | .737     | 2.6      | 4.6      | 2.0      | .1       | 12.4     |
| Total   | Total      | 154      | 119      | 27.9     | .394     | .334     | .771     | 2.4      | 3.9      | 1.3      | .1       | 11.1     |

### Profesional
Tras no ser elegido en el draft de la NBA de 2022, pasó por las ligas de verano de la NBA con los Detroit Pistons, pero no continuó en el equipo. Firmó su primer contrato profesional con el Belfius Mons-Hainaut de la BNXT League. Jugó 16 partidos, en los que promedió 16,5 puntos y 5,1 asistencias por partido.
El 10 de febrero de 2023 fichó por el FMP Belgrado hasta final de temporada, donde promedió 16,3 puntos y 5,9 asistencias por partido.
El 28 de julio de 2023 fichó por el Pistoia Basket 2000 de la Lega Basket Serie A italiana.
El 4 de junio de 2024, firma por el Club Baloncesto Breogán de la Liga Endesa.